# Charlotte Hounds
I Charlotte Hounds sono una squadra professionistica di lacrosse, facente parte della Major League Lacrosse, con sede a Charlotte, Carolina del Nord, USA. Fondati nel 2011, sono stati aggiunti assieme agli Ohio Machine per la stagione 2012 del campionato, in cui non hanno raggiunto i playoff.